# Kult Rozumu

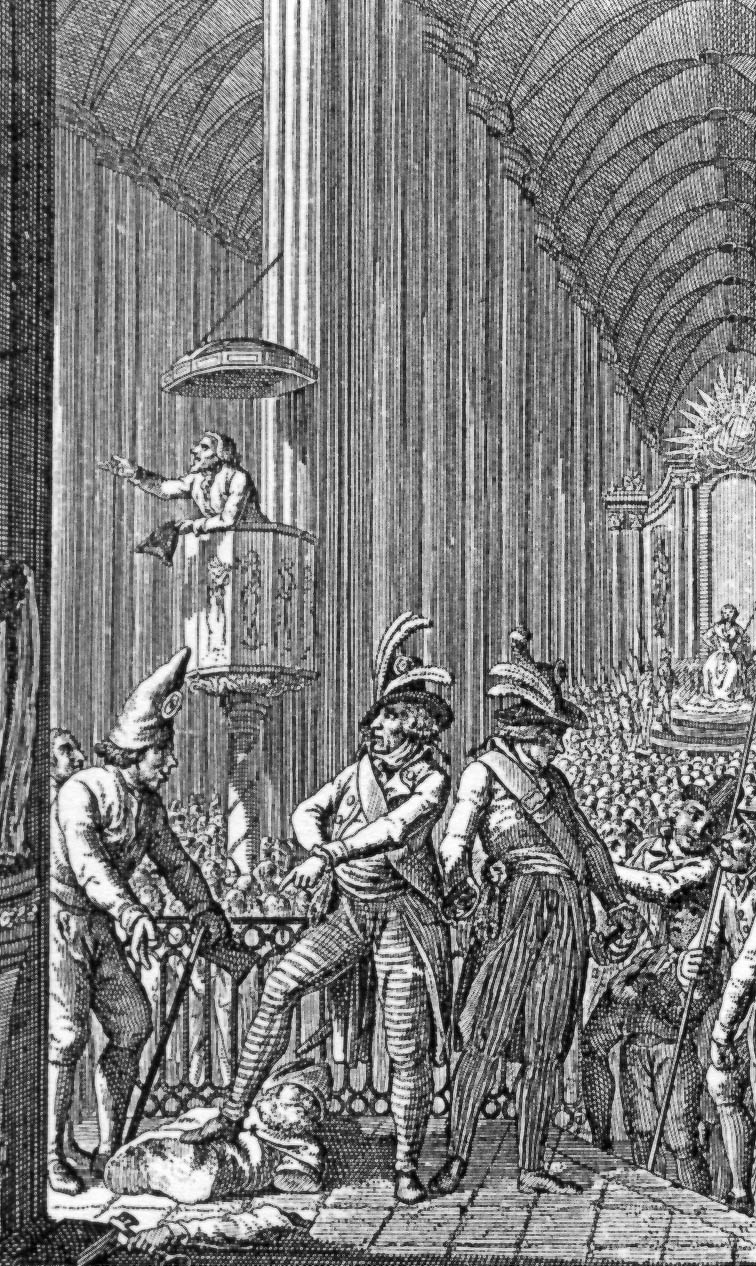
Zwolennicy kultu Rozumu przejmują katedrę w Strasburgu

Kult Rozumu (fr. Culte de la Raison) – ateistyczny kierunek myśli politycznej w czasie rewolucji francuskiej. Odrzucał on istnienie Boga, głosił niszczenie wszelkich wpływów chrześcijaństwa we Francji oraz pochwałę ludzkiego umysłu, jak i obyczajowy hedonizm. Jego rozwój został zahamowany przez Komitet Ocalenia Publicznego w czerwcu 1794. 
Kult Rozumu rozwijał się w latach 1792–1794, od masakr wrześniowych. Głosił odrzucenie wszelkiej religii, atakował Kościół katolicki jako instytucję związaną z obaloną monarchią absolutną, propagował rezygnację ze stosowania zasad moralnych o korzeniach chrześcijańskich. Od początku związany był z najbardziej radykalnym ugrupowaniem rewolucji francuskiej, hebertystami. Organizowali oni święta Rozumu, które miały charakter publicznych parad połączonych z niszczeniem przedmiotów sakralnych (zwłaszcza obrazów), śpiewem pieśni antykrólewskich i antykatolickich oraz utworów na cześć męczenników Rewolucji, niekiedy również z demolowaniem kościołów. Za każdym razem święto kończył publiczny obiad, któremu patronowała „bogini Rozumu” – wybrana wcześniej piękna młoda kobieta. Zwolennicy kultu Rozumu siłowo przejęli szereg kościołów w całej Francji, w tym katedrę Notre Dame w Paryżu. Szczególnie silni byli w Burgundii, Langwedocji, okolicach Lyonu, zaś w departamentach Nièvre i Côte-d’Or kult Rozumu propagował Joseph Fouché. 
Kult Rozumu upadł po tym, gdy zdecydowanie wystąpił przeciw niemu Maksymilian Robespierre, deista i przeciwnik wojującego ateizmu. Jako alternatywę wobec i katolicyzmu, i koncepcji ateistycznych przedstawił on kult Istoty Najwyższej, który zyskał ostatecznie status religii państwowej. Zwolennicy kultu Rozumu zginęli na gilotynie w marcu 1794.